# (1941) Wild
(1941) Wild és un asteroide que forma part del cinturó exterior d'asteroides i va ser descobert per Karl Wilhelm Reinmuth des de l'observatori de Heidelberg-Königstuhl, Alemanya, el 6 d'octubre de 1931.
Inicialment va rebre la designació de 1931 TN1. Més endavant es va nomenar en honor de l'astrònom suís Paul Wild (1925-2014).
Està situat a una distància mitjana del Sol de 3,961 ua, podent allunyar-se fins a 5,093 ua i acostar-se fins a 2,83 ua. Té una inclinació orbital de 3,953° i una excentricitat de 0,2857. Empra a completar una òrbita al voltant del Sol 2880 dies. Wild pertany al grup asteroidal d'Hilda.